# Huracà Keith
Huracà Keith va ser un cicló tropical que va causar grans destrosses a l'Amèrica Central, especialment a Mèxic i Belize, durant la temporada d'huracans de l'Atlàntic de 2000. Va ser el quinzè cicló tropical, l'onzena tempesta anomenada i el setè huracà de la temporada. Keith es va desenvolupar en una depressió tropical a partir d'una ona tropical a l'oest del mar Carib el 28 de setembre.
Les destrosses associades a Keith es van xifrar a Mèxic en uns $365,9 milions (2000 MXN, $38,7 milions 2000 USD). En total, Keith va ser la responsable de 40 morts i danys per valor de $319 milions (2000 USD).